# Rodney Howard-Browne
Rodney Howard-Browne (Port Elizabeth, 12 juni 1961) is een Zuid-Afrikaanse voorganger, die actief is binnen de Amerikaanse pinksterbeweging.

## Levensloop
Howard-Brownes ouders bezochten een pinksterkerk. In 1981 trouwde hij met zijn vrouw Adonica. Het gezin emigreerde in 1987 naar de Verenigde Staten. Sinds 1996 is Howard-Browne voorganger van een kerk in Tampa, Florida.
Als pinksterpredikant speelde hij een belangrijke rol in de zogeheten Toronto Blessing. Dit was een opwekkingsbeweging aan het begin van de jaren negentig die begon vanuit de Vineyard Airport Church in Toronto, Canada. De opwekkingsbeweging werd vooral bekend – en omstreden – doordat er een sterke nadruk lag op extatische en lichamelijke manifestaties, zoals het zogenaamde “vallen en schudden in de (Heilige) Geest”. Howard-Browne werd het meest geassocieerd met het "lachen in de geest". Als hij sprak barstten mensen in de zaal massaal in lachen uit, hijzelf inbegrepen. Howard-Browne omschreef zichzelf als de "barman van de Heilige Geest" ("holy ghost bartender"). In 1995 werd er door de organisatie Eurospirit een uitgebreide conferentie met Howard-Browne georganiseerd, waarbij hij een dienst leidde op de Dam.
Binnen en buiten de pinksterbeweging kreeg de Toronto Blessing veel kritiek, maar verwierf toch een behoorlijke aanhang. Binnen dit radicalere deel van de pinksterbeweging is Howard-Browne sindsdien een van de grotere namen.  In juli 2017 baarde een foto die hij verspreidde via Facebook opzien. Op de foto is president Donald Trump te zien, die in de Oval Office door Howard-Browne en verschillende andere pinkstervoorgangers tijdens een gebed de handen kreeg opgelegd.
Howard-Browne werd op 30 maart 2020 gearresteerd. Hij weigerde tijdens de Coronacrisis gehoor te geven aan de aangescherpte regels die bijeenkomsten met meer dan tien mensen verboden en ging door met zijn massaal bezochte kerkdiensten. De predikant kwam op borgtocht vrij en besloot na aanvankelijk tegen te stribbelen toch zich te houden aan de aangescherpte regels. Dat was voor het openbaar ministerie reden om anderhalve maand later te laten weten dat Howard-Browne niet werd vervolgd.
De bekendste leerling in Nederland van Howard-Browne is de voorganger Ben Kroeske.